# Herbricht
Herbricht est un hameau dépeuplé de Neerharen situé sur la rive gauche et dans le lit hivernal de la Meuse, entre Neerharen et Uikhoven, en Belgique.

## Histoire

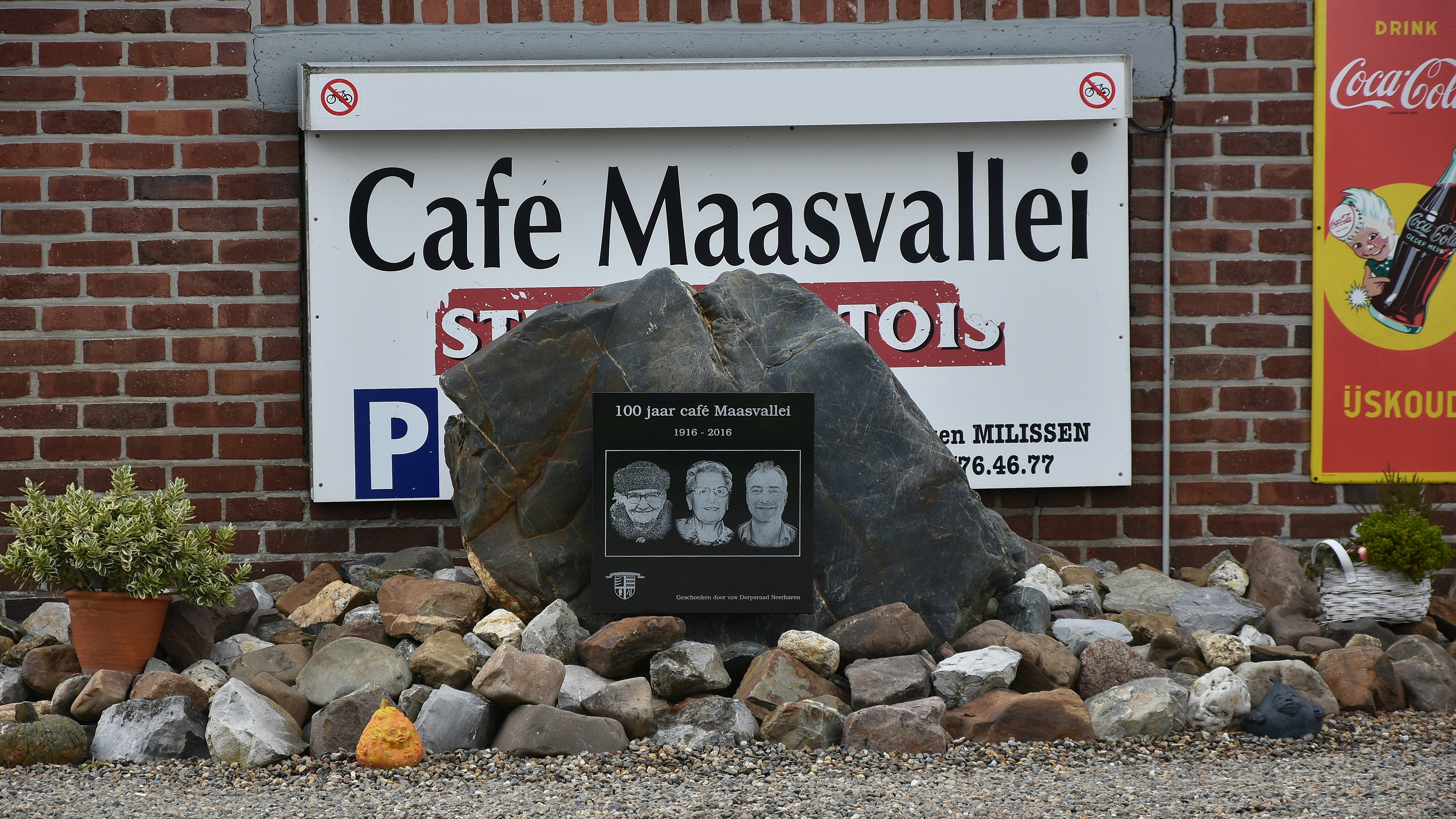
Le café Maasvallei en 2019.

L'inondation de 1993 est un facteur décisif dans la décision prise en 2004 d'exproprier les habitants grâce au droit de préemption stipulé dans le cadre du projet Grensmaas. La date limite pour quitter Herbricht est 2010. En 2010, il est décidé de ne pas forcer les habitants à partir, mais les bâtiments sont démolis dès que des habitants quittent leur domicile. En 2020, il reste encore quelques fermes et un café : le Café Maasvallei. La ferme vacante de Marie-Thérèse Martens attendait d'être démolie.
En juillet 2021, une grande partie d'Herbricht est de nouveau inondée, la Meuse ayant atteint son niveau le plus élevé à cet endroit, en causant d'importants dégâts et en laissant de nombreux débris derrière elle. Le propriétaire du café Maasvallei Rudi Smeets ayant été dépossédé de son bien, le hameau ne compte plus que deux habitants en 2023. Un bar d'été éphémère est finalement ouvert en 2022.

## Faune

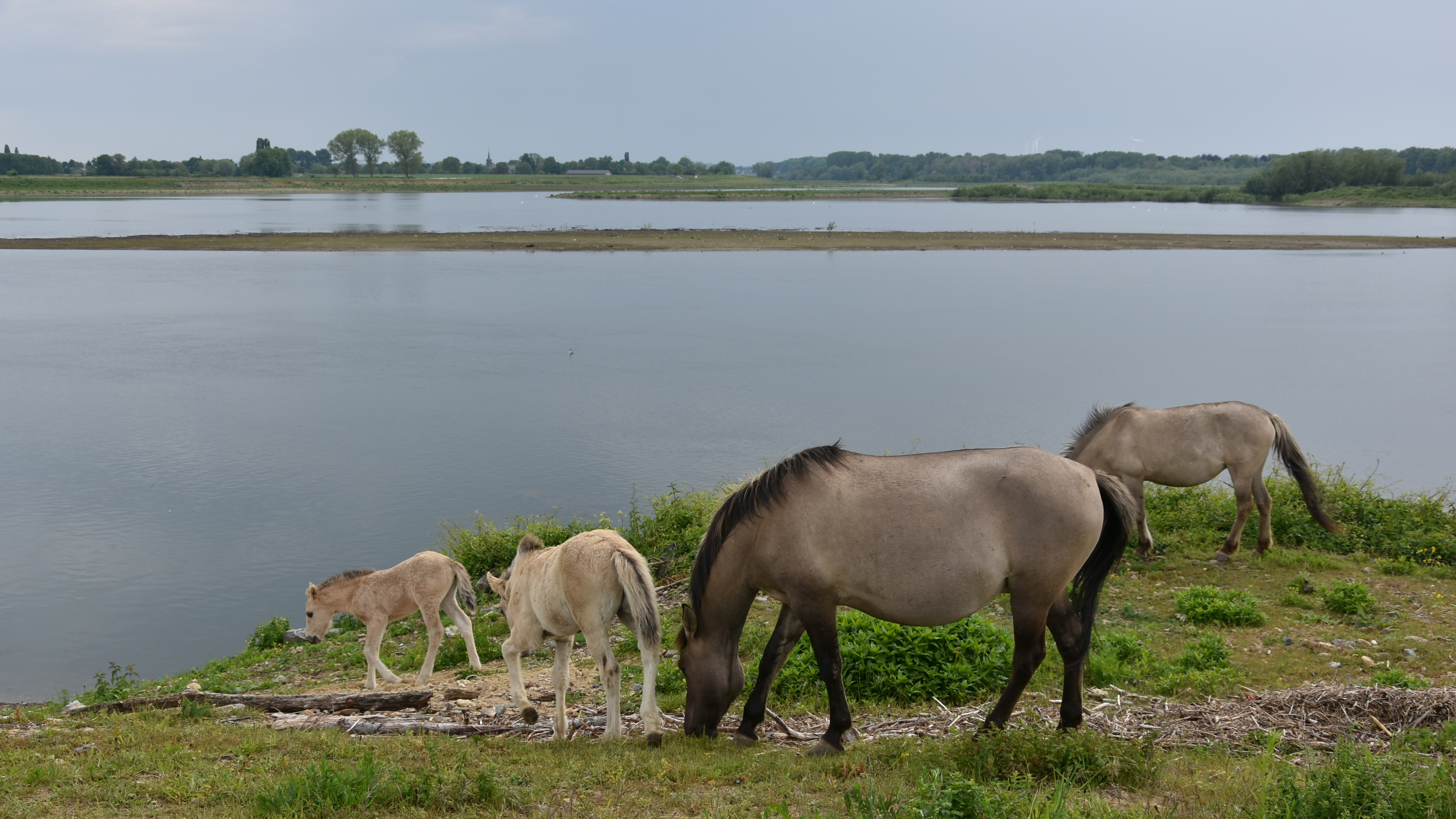
Chevaux de race Konik à Herbricht

Des chevaux de race Konik ont été introduits sur les berges, et se réfugient sur une colline du bord de Meuse lors des crues.

## Art
En 2023, dans le cadre du projet Art sur Meuse, Mark Dion créée une œuvre d'art représentant un arbre de vie dans ce hameau,.